# فيلاخ
فيلاخ (بالألمانية: Villach، بالسلوفينية:Belja
بالإيطالية: Villaco، بالفريولية: Vilac) هي سابع أكبر مدينة في النمسا وثاني أكبر مدينة في الولاية الاتحادية كيرنتن. ثمثل فيلاخ مفترق طرق هام للحركة الجوية في جنوب النمسا وكامل منطقة الب-أدريا. بحلول ديسمبر عام 2014، كان قد بلغ عدد سكان في المدينة 59,089.
تشترك فيلاخ مع بلدات أخرى في الألب ضمن جمعية بلدة السنة لتنفيذ اتفاقية الألب لتحقيق التنمية المستدامة في منطقة جبال الألب. في عام 1997، كانت فيلاخ أول بلدة تُمنح جائزة بلدة السنة.

## بلدات توأم - مدن شقيقة
فيلاخ توأمة مع:
- بامبرغ، ألمانيا
- أوديني، إيطاليا
- سوريسن، فرنسا
- سبرينغفيلد، إلينوي، الولايات المتحدة

## المهرجانات
هناك العديد من المهرجانات على مدار السنة:
- الكرنفال في فيلاخ (الذي يبدأ في 11 نوفمبر وينتهي في 4 مارس)
- مهرجان الفنون والحرف
- مهرجان فن الشوارع (يعرض أداء فنانين ومغنيين)
- VILLACHER Kirchtag (مهرجان يمتد لأسبوع كامل في الصيف وينتهي في أول يوم سبت في شهر أغسطس.)
- عروض على خشبة المسرح العائم على نهر دراو

## أعلام
- غوتفريد ويبر
- مارتن كوش
- فيرنر فرانز
- فرانتس بينك
- غويدو بورغشتالر
- كريستيان موسر
- أليكس أنتونيتش
- فيلهلم باكهاوس